# Powiat Kirchdorf
Powiat Kirchdorf (niem. Bezirk Kirchdorf) – powiat w Austrii, w kraju związkowym Górna Austria, w Traunviertel. Siedziba powiatu znajduje się w mieście Kirchdorf an der Krems.

## Geografia
Powiat Kirchdorf graniczy z następującymi powiatami: na północy Wels-Land, na wschodzie Steyr-Land, na południu Liezen (w kraju związkowym Styria), na zachodzie Gmunden.
Powiat, z wyjątkiem północnej części, leży wśród gór Północnych Alp Wapiennych: południowy zachód w Totes Gebirge, południowy wschód w Alpach Ennstalskich, pozostały obszar zajmują Oberösterreichische Voralpen.

## Podział administracyjny
Powiat podzielony jest na 23 gminy, w tym jedną gminą miejską (Stadt), sześć gmin targowych (Marktgemeinde) oraz 16 gmin wiejskich (Gemeinde).
| Miasta 1. Kirchdorf an der Krems (4931) Gminy targowe 1. Kremsmünster (6863) 2. Micheldorf in Oberösterreich (6012) 3. Molln (3.696) 4. Pettenbach (5411) 5. Wartberg an der Krems (2957) 6. Windischgarsten (2379) Gminy 1. Edlbach (657) 2. Grünburg (3883) 3. Hinterstoder (879) 4. Inzersdorf im Kremstal (1918) 5. Klaus an der Pyhrnbahn (1120) 6. Nußbach (2310) 7. Oberschlierbach (478) 8. Ried im Traunkreis (2962) 9. Rosenau am Hengstpaß (640) 10. Roßleithen (1843) 11. Schlierbach (2902) 12. Spital am Pyhrn (2243) 13. St. Pankraz (355) 14. Steinbach am Ziehberg (869) 15. Steinbach an der Steyr (1971) 16. Vorderstoder (840) |
| (liczba mieszkańców na 1 stycznia 2023) |